# Joanna Connor
Joanna Connor, född 1962, är en amerikansk musiker. Hon är gitarrist och sångerska inom bluesen och erkänt duktig att spela med slide.